# Pentecost East Star Jerusalem Church in Sabbath
Pentecost East Star Jerusalem Church in Sabbath är en sionistkyrka i södra Afrika, ledd av ärkebiskop Zephaniah S. Malinga.
Kyrkan, vars präster bär vita mantlar, har sitt högkvarter i Sydafrika men har anhängare även i grannstaterna. Swaziland utgör till exempel ett stift inom kyrkan, anslutet till den ekumeniska League of African Churches. 2001 utsågs Isaac Dlamini ( 8 mars 1948 - 13 oktober 2002) till biskop för detta stift. 
Dlamini startade den 30 maj 1976 Faith Bible School i Manzini, tillsammans med mennonitmissionären Harold Wenger och var själv verksam som lärare på bibelskolan fram till sin död.